# Proceriavis martini
Proceriavis martini — викопний вид птахів родини Eleutherornithidae, яка вважається спорідненою з сучасними страусами. Вид існував у нижньому олігоцені (32 млн років тому) в Європі. Скам'янілі рештки знайдені на острові Уайт в Англії.